# Zeus (olivo)
Zeus è un ecotipo di olivo toscano.
Zeus è una varietà toscana di olivo brevettata (denominazione completa C.S.S: 04 Zeus domanda di brevetto n° DP99NV1012 rilasciata dal Ministero dell'industria, del commercio e dell'artigianato Ufficio Provinciale Industria Commercio e Artigianato Roma) dall' Azienda Agricola Vivai Attilio Sonnoli di Pescia (PT). Si tratta di un clone della varietà Pendolino, individuato dopo la gelata del 1985.
Attualmente Zeus fa parte della collezione varietale della Facoltà di Agraria dell'Università degli Studi di Firenze.

## Caratteristiche morfologiche

### Pianta
Di vigore medio, con chioma di media densità e rami tipicamente penduli.

## Caratteristiche fisiologiche
È un clone che entra in produzione al 2º-3º anno con maturazione precoce e contemporanea; la produzione è del 20-30% superiore al Pendolino, il frutto è più grosso ed ha una migliore qualità dell'olio. Zeus è il migliore impollinatore per la varietà Minerva. Inoltre la resa in olio è del 15-18%.

## Caratteristiche dell'olio
Appartiene alla categoria "fruttato leggero", con acido oleico medio-alto (75-78%), fruttato leggermente piccante; voto al Panel Test: 7-7,5.

## Giudizio complessivo
È un clone nettamente distinguibile all'interno della "famiglia" dei Pendolino, con una abbondante e regolare produttività. Particolarmente adatto per ambienti freddi e umidi.
È fra i migliori cloni di Pendolino disponibili oggi in Italia.
Le caratteristiche morfologiche, fisiologiche e dell'olio possono variare secondo l'ambiente e le cure colturali.